# Jacques Féréol Mazas
Jacques Féréol Mazas (Lavaur, 23 settembre 1782 – Bordeaux, 26 agosto 1849) è stato un violinista francese.

## Biografia
Mazas fu un brillante allievo di Pierre Baillot al Conservatorio di Parigi (Conservatoire national supérieur de musique et de danse de Paris) e nel 1808 eseguì un concerto per violino che Daniel Auber gli aveva dedicato. In seguito viaggiò in Spagna, Inghilterra, Paesi Bassi, Belgio, Italia, Germania e Russia e solo nel 1831 ottenne un impiego permanente come primo violinista al Théâtre-Français di Parigi; poco dopo fu directeur des concerts ad Orléans dove diresse l'opera comica su libretto di Eugène Scribe intitolata Kiosque.
Dal 1837 al 1841 fu direttore del Conservatorio di Cambrai.

## Opere
La maggior parte delle sue opere è costituita da studi e duetti per violinisti con diversi gradi di esperienza. Mazas redasse anche un metodo per violino ed uno per viola.

Tra le altre cose scrisse
- 75 studi, pubblicati in tre libri:

1. Études spéciales
2. Études brillantes
3. Études d'artistes (considerati una preparazione ai 24 capricci di Paganini)

- Duetti per due violini op. 38
- Sei duetti facili per due violini dedicati agli allievi op. 61
- Sei duetti concertanti per due violini op. 71
- Fantasia su La Favorite op. 92 per viola e pianoforte
- Rondò da Der Freischütz di Carl Maria von Weber op. 44/1
- Polacca da Der Freischütz di Carl Maria von Weber op. 45/1
- Polonaise sur un motif de Rossini op. 45/2
- Coxinne au Capitole (opera lirica)
- Mustapha (opera comica)